# Uta Opelt
Uta Opelt (* 14. Dezember 1970 in Halle (Saale)) ist eine deutsche Politikerin (AfD). Von 2021 bis 2022 war sie Abgeordnete im Landtag Nordrhein-Westfalen.

## Leben
Opelt wuchs in Halle auf, wo sie ihr Abitur ablegte und eine Ausbildung zur Baufacharbeiterin absolvierte. Anschließend begann sie ein Studium der Wirtschaftswissenschaften an der Martin-Luther-Universität Halle-Wittenberg, das sie als Diplom-Kauffrau abschloss. Daraufhin war sie ab 1997 in einer Wirtschaftsprüfungsgesellschaft tätig. 
Opelt hat eine Tochter und lebt in Düsseldorf. Sie spielte für den Lintorfer TC in der 2. Tennis-Bundesliga Nord der Damen und ist staatlich geprüfte Tennislehrerin.

## Politik
Opelt ist seit 2013 Mitglied der AfD. Ab 2013 war sie stellvertretende Sprecherin des AfD-Kreisverbands Düsseldorf, dessen Sprecherin sie seit 2020 ist. Seit 2017 ist sie Mitglied im Rat der Stadt Düsseldorf und sitzt der dortigen AfD-Fraktion seit 2020 vor. 
Bei der Landtagswahl in Nordrhein-Westfalen 2017 trat sie für die AfD im Wahlkreis Gütersloh II an. Bei der Europawahl 2019 kandidierte sie auf der Liste der AfD. Bei der Bundestagswahl 2021 kandidierte sie für die AfD im Wahlkreis Düsseldorf II.
Am 27. Oktober 2021 rückte sie für Roger Beckamp in den Landtag Nordrhein-Westfalen nach. Da sie parteiintern für die Landtagswahl 2022 keinen Listenplatz erhalten hatte, schied sie mit Ende der Legislaturperiode am 1. Juni 2022 aus dem Parlament aus.